# Albert I de Saxònia
|  | Per a altres significats, vegeu «Albert I (duc de Saxònia)». |

Albert I de Saxònia (Dresden, 23 d'abril de 1828 - Castell de Sibyllenort, 1902) fou Rei de Saxònia des de l'any 1873 i fins a l'any 1902.
Nascut a Dresden, capital del Regne de Saxònia, essent fill del rei Joan I de Saxònia i de la princesa Amàlia de Baviera. Albert era net per via paterna del príncep Maximilià de Saxònia i de la princesa Carolina de Borbó-Parma mentre que per via materna ho era del rei Maximilià I Josep de Baviera i de la princesa Carolina de Baden.
Albert es casà el dia 18 de juny de 1853 a la Catedral de Dresden amb la princesa Carola de Suècia, filla del príncep Gustau de Suècia i de la princesa Lluïsa Amàlia de Baden. La princesa Carola era neta del rei Gustau IV Adolf de Suècia, últim sobirà suec de la Casa dels Vasa i que fou deposat l'any 1809 del tron de Suècia. Albert i Carola no tingueren fills i a la mort del sobirà saxó la Corona passà en mans del seu germà, el rei Jordi I de Saxònia.
L'educació que rebé el príncep Albert fou l'habitual entre els prínceps alemanys del moment; és a dir, una barreja entre una ampla formació militar i l'assistència a la Universitat de Bonn, àmpliament reconeguda entre els cercles de la reialesa alemanya del segle xix.
La primera experiència en el camp de batalla del príncep i després rei saxó fou l'any 1849 durant la guerra dels ducats contra Dinamarca en la qual serví com a capità de l'exèrcit del regne de Saxònia.
Amb l'esclat, l'any 1866, de la Guerra Austroprussiana, el príncep hereu dirigí les forces saxones contra Prússia i aliant-se amb Àustria. El príncep participà en nombroses batalles que l'enfrontaren a les tropes dirigides pel príncep Frederic Carles de Prússia i malgrat la tenacitat i els bons resultats que obtingueren les tropes saxones, la derrota austríaca els arrossegà a una desfeta total.
Durant les operacions de la guerra de 1866, el príncep Albert obtingué gran suport i prestigi entre les tropes saxones. Després de l'armistici, Saxònia entrà a formar part de Conferència d'Alemanya del Nord encarregant-se personalment del XII batalló de l'exèrcit confederat que corresponia a l'antic exèrcit saxó.
La guerra de 1871 contra França permeté al príncep entrar de nou en acció i demostrar, una vegada més, els seus dots militars. L'any 1873, després de la mort del seu pare, esdevingué Rei de Saxònia. El seu rol com a monarca d'un dels regnes més potents i industrials d'Alemanya fou escàs centrant-se a la seva gran passió, l'exèrcit.
L'any 1897 el rei Albert esdevingué l'àrbitre que decidí entre el plet interposat pels diferents reclamadors de la sobirania del principat de Lippe.